# Ноббі Стайлс
Ноббі Стайлс (англ. Nobby Stiles; 18 травня 1942, Манчестер — 30 жовтня 2020) — колишній англійський футболіст, півзахисник. По завершенні ігрової кар'єри — футбольний тренер.
Як гравець насамперед відомий виступами за клуби «Манчестер Юнайтед» та «Престон Норт-Енд», а також національну збірну Англії.

## Клубна кар'єра
У дорослому футболі дебютував 1960 року виступами за команду клубу «Манчестер Юнайтед», в якій провів одинадцять сезонів, взявши участь у 311 матчах чемпіонату. Більшість часу, проведеного у складі «Манчестер Юнайтед», був основним гравцем команди. За цей час виборов титул володаря Кубка Англії, ставав дворазовим чемпіоном Англії, дворазовим володарем Суперкубка Англії з футболу та переможцем Ліги чемпіонів УЄФА.
Протягом 1971—1973 років захищав кольори команди клубу «Мідлсбро».
1973 року перейшов до клубу «Престон Норт-Енд», за який відіграв три сезони. Завершив професійну кар'єру футболіста виступами за команду «Престон Норт-Енд» у 1975 році

## Виступи за збірну
1965 року дебютував в офіційних матчах у складі національної збірної Англії. Протягом кар'єри у національній команді, яка тривала 6 років, провів у формі головної команди країни 28 матчів, забивши 1 гол.
У складі збірної був учасником чемпіонату світу 1966 року в Англії, здобувши того року титул чемпіона світу, чемпіонату Європи 1968 року в Італії, на якому команда здобула бронзові нагороди та чемпіонату світу 1970 року у Мексиці.

## Кар'єра тренера
Розпочав тренерську кар'єру 1977 року, ставши головним тренером «Престон Норт-Енд».
В подальшому очолював канадський клуб «Ванкувер Вайткепс».
Останнім місцем тренерської роботи був «Вест-Бромвіч Альбіон», команду якого Ноббі Стайлс очолював як головний тренер до 1986 року.

## Титули і досягнення
- Володар Кубка Англії (1):

«Манчестер Юнайтед»: 1962-63
- Чемпіон Англії (2):

«Манчестер Юнайтед»: 1964-65, 1966-67
- Володар Суперкубка Англії (2):

«Манчестер Юнайтед»: 1965, 1967
- Переможець Ліги чемпіонів УЄФА (1):

«Манчестер Юнайтед»: 1967-68
- Чемпіон світу (1):

1966